# Ecuador a 2016. évi nyári olimpiai játékokon
Ecuador a brazíliai Rio de Janeiróban megrendezett 2016. évi nyári olimpiai játékok egyik részt vevő nemzete volt. Az országot az olimpián 12 sportágban 37 sportoló képviselte, akik érmet nem szereztek.

## Atlétika
Férfi
| Versenyző          | Versenyszám     | Döntő    | Döntő    |
| Versenyző          | Versenyszám     | Idő      | Helyezés |
| ------------------ | --------------- | -------- | -------- |
| Miguel Almachi     | Maraton         | 2:23:00  | 85.      |
| Segundo Jami       | Maraton         | 2:31:07  | 124.     |
| Byron Piedra       | Maraton         | 2:14:12  | 18.      |
| Mauricio Arteaga   | 20 km gyaloglás | kizárták | kizárták |
| Daniel Pintado     | 20 km gyaloglás | 1:23:44  | 37.      |
| Andrés Chocho      | 20 km gyaloglás | kizárták | kizárták |
| Andrés Chocho      | 50 km gyaloglás | kizárták | kizárták |
| Rolando Saquipay   | 50 km gyaloglás | 4:07:29  | 34.      |
| Claudio Villanueva | 50 km gyaloglás | 4:19:33  | 45.      |

Női
| Versenyző         | Versenyszám     | Selejtező | Selejtező | Selejtező | Előfutam | Előfutam | Előfutam | Elődöntő | Elődöntő | Elődöntő | Döntő   | Döntő    |
| Versenyző         | Versenyszám     | Idő       | Hely.     | Össz.     | Idő      | Hely.    | Össz.    | Idő      | Hely.    | Össz.    | Idő     | Helyezés |
| ----------------- | --------------- | --------- | --------- | --------- | -------- | -------- | -------- | -------- | -------- | -------- | ------- | -------- |
| Marizol Landázuri | 100 m           | kiemelt   | kiemelt   | kiemelt   | 11,38    | 4.       | 23.      | 11,27    | 6.       | 19.      | kiesett | kiesett  |
| Ángela Tenorio    | 100 m           | kiemelt   | kiemelt   | kiemelt   | 11,35    | 3.       | 20.*     | 11,14    | 5.       | 13.      | kiesett | kiesett  |
| Ángela Tenorio    | 200 m           |           |           |           | 22,94    | 4.       | 24.      | 22,99    | 7.       | 21.      | kiesett | kiesett  |
| Rosa Chacha       | Maraton         |           |           |           |          |          |          |          |          |          | 2:48:52 | 100.     |
| María Elena Calle | Maraton         |           |           |           |          |          |          |          |          |          | 2:48:39 | 99.      |
| Silvia Paredes    | Maraton         |           |           |           |          |          |          |          |          |          | 2:48:01 | 95.      |
| Magaly Bonilla    | 20 km gyaloglás |           |           |           |          |          |          |          |          |          | 1:34:54 | 27.      |
| Maritza Guamán    | 20 km gyaloglás |           |           |           |          |          |          |          |          |          | 1:35:56 | 36.      |
| Paola Pérez       | 20 km gyaloglás |           |           |           |          |          |          |          |          |          | 1:33:53 | 24.      |

* - két másik versenyzővel azonos eredményt ért el

## Birkózás

### Férfi
Kötöttfogású
| Versenyző      | Versenyszám | Selejtező         | Nyolcaddöntő           | Negyeddöntő       | Elődöntő          | Vigaszág első kör | Vigaszág elődöntő | Bronz- mérkőzés   | Döntő             | Helyezés |
| Versenyző      | Versenyszám | Ellenfél Eredmény | Ellenfél Eredmény      | Ellenfél Eredmény | Ellenfél Eredmény | Ellenfél Eredmény | Ellenfél Eredmény | Ellenfél Eredmény | Ellenfél Eredmény | Helyezés |
| -------------- | ----------- | ----------------- | ---------------------- | ----------------- | ----------------- | ----------------- | ----------------- | ----------------- | ----------------- | -------- |
| Andrés Montaño | 59 kg       | erőnyerő          | Wang Lumin (CHN) · 0–8 | kiesett           | kiesett           | kiesett           | kiesett           | kiesett           | kiesett           | 17.      |

### Női
Szabadfogású
| Versenyző      | Versenyszám | Selejtező                      | Nyolcaddöntő      | Negyeddöntő       | Elődöntő          | Vigaszág első kör | Vigaszág elődöntő | Bronz- mérkőzés   | Döntő             | Helyezés |
| Versenyző      | Versenyszám | Ellenfél Eredmény              | Ellenfél Eredmény | Ellenfél Eredmény | Ellenfél Eredmény | Ellenfél Eredmény | Ellenfél Eredmény | Ellenfél Eredmény | Ellenfél Eredmény | Helyezés |
| -------------- | ----------- | ------------------------------ | ----------------- | ----------------- | ----------------- | ----------------- | ----------------- | ----------------- | ----------------- | -------- |
| Lissette Antes | 58 kg       | Mariana Cherdivara (MDA) · 0–3 | kiesett           | kiesett           | kiesett           | kiesett           | kiesett           | kiesett           | kiesett           | 19.      |

## Cselgáncs
Férfi
| Versenyző       | Versenyszám | Selejtező         | 32-es főtábla                            | Nyolcaddöntő      | Negyeddöntő       | Elődöntő          | Vigaszág elődöntő | Bronz- mérkőzés   | Döntő             | Helyezés |
| Versenyző       | Versenyszám | Ellenfél Eredmény | Ellenfél Eredmény                        | Ellenfél Eredmény | Ellenfél Eredmény | Ellenfél Eredmény | Ellenfél Eredmény | Ellenfél Eredmény | Ellenfél Eredmény | Helyezés |
| --------------- | ----------- | ----------------- | ---------------------------------------- | ----------------- | ----------------- | ----------------- | ----------------- | ----------------- | ----------------- | -------- |
| Lenin Preciado  | Légsúly     | erőnyerő          | Ludovic Chammartin (SUI) · 002(3)–010(0) | kiesett           | kiesett           | kiesett           |                   |                   |                   | 17.      |
| Freddy Figueroa | Nehézsúly   |                   | Kim Szongmin (KOR) · 000(0)–102(0)       | kiesett           | kiesett           | kiesett           |                   |                   |                   | 17.      |

Női
| Versenyző        | Versenyszám | Selejtező                               | Nyolcaddöntő                                 | Negyeddöntő       | Elődöntő          | Vigaszág elődöntő | Bronz- mérkőzés   | Döntő             | Helyezés |
| Versenyző        | Versenyszám | Ellenfél Eredmény                       | Ellenfél Eredmény                            | Ellenfél Eredmény | Ellenfél Eredmény | Ellenfél Eredmény | Ellenfél Eredmény | Ellenfél Eredmény | Helyezés |
| ---------------- | ----------- | --------------------------------------- | -------------------------------------------- | ----------------- | ----------------- | ----------------- | ----------------- | ----------------- | -------- |
| Estefania García | Váltósúly   | Mamadama Bangoura (GUI) · 100(3)-000(4) | Kathrin Unterwurzacher (AUT) · 000(1)–010(0) | kiesett           | kiesett           |                   |                   |                   | 9.       |

## Evezés
Férfi
| Versenyző  | Versenyszám  | Előfutam | Előfutam | Vigaszág | Vigaszág | Negyeddöntő   | Negyeddöntő   | Elődöntő | Elődöntő | Elődöntő | Döntő | Döntő   | Döntő | Helyezés |
| Versenyző  | Versenyszám  | Idő      | Hely.    | Idő      | Hely.    | Idő           | Hely.         | Típus    | Idő      | Hely.    | Típus | Idő     | Hely. | Helyezés |
| ---------- | ------------ | -------- | -------- | -------- | -------- | ------------- | ------------- | -------- | -------- | -------- | ----- | ------- | ----- | -------- |
| Bryan Sola | Egypárevezős | 7:48,77  | 5.       | 7:28,30  | 4.       | nem jutott be | nem jutott be | E/F      | 7:52,86  | 3.       | E     | 7:53,54 | 4.    | 28.      |

## Kajak-kenu

### Gyorsasági
Férfi
| Versenyző       | Versenyszám       | Előfutam | Előfutam | Előfutam | Elődöntő | Elődöntő | Elődöntő | Döntő | Döntő  | Döntő    | Helyezés |
| Versenyző       | Versenyszám       | Idő      | Hely.    | Össz.    | Idő      | Hely.    | Össz.    | Típus | Idő    | Helyezés | Helyezés |
| --------------- | ----------------- | -------- | -------- | -------- | -------- | -------- | -------- | ----- | ------ | -------- | -------- |
| César de Cesare | Kajak egyes 200 m | 35,216   | 5.       | 12.      | 35,936   | 8.       | 16.      | B     | 37,169 | 3.       | 11.      |

## Kerékpározás

### BMX
| Versenyző     | Versenyszám | Selejtező | Selejtező | Negyeddöntő | Negyeddöntő | Elődöntő | Elődöntő | Döntő   | Döntő    | Helyezés |
| Versenyző     | Versenyszám | Idő       | Helyezés  | Pont        | Helyezés    | Pont     | Helyezés | Idő     | Helyezés | Helyezés |
| ------------- | ----------- | --------- | --------- | ----------- | ----------- | -------- | -------- | ------- | -------- | -------- |
| Alfredo Campo | Férfi       | 36,463    | 27.       | 28          | 8.          | kiesett  | kiesett  | kiesett | kiesett  | 32.      |

### Országúti kerékpározás
Férfi
| Versenyző    | Versenyszám   | Idő           | Helyezés      |
| ------------ | ------------- | ------------- | ------------- |
| Bayron Guama | Mezőnyverseny | nem ért célba | nem ért célba |

## Lovaglás
Lovastusa
| Versenyző         | Ló              | Versenyszám | Díjlovaglás | Díjlovaglás | Tereplovaglás | Tereplovaglás | Tereplovaglás | Díjugratás | Díjugratás  | Díjugratás | Díjugratás | Végeredmény | Végeredmény |
| Versenyző         | Ló              | Versenyszám | Díjlovaglás | Díjlovaglás | Tereplovaglás | Tereplovaglás | Tereplovaglás | Selejtező  | Selejtező   | Selejtező  | Döntő      | Végeredmény | Végeredmény |
| Versenyző         | Ló              | Versenyszám | Bünt.       | Hely.       | Bünt.         | Bünt. össz.   | Hely.         | Bünt.      | Bünt. össz. | Hely.      | Bünt.      | Bünt.       | Helyezés    |
| ----------------- | --------------- | ----------- | ----------- | ----------- | ------------- | ------------- | ------------- | ---------- | ----------- | ---------- | ---------- | ----------- | ----------- |
| Nicolas Wettstein | Nadeville Merze | Egyéni      | 56,0        | 55.         | nem ért célba | nem ért célba | nem ért célba | kiesett    | kiesett     | kiesett    | kiesett    | kiesett     | kiesett     |

## Ökölvívás
Férfi
| Versenyző          | Versenyszám  | Selejtező                    | Nyolcaddöntő                        | Negyeddöntő                     | Elődöntő          | Döntő             | Helyezés |
| Versenyző          | Versenyszám  | Ellenfél Eredmény            | Ellenfél Eredmény                   | Ellenfél Eredmény               | Ellenfél Eredmény | Ellenfél Eredmény | Helyezés |
| ------------------ | ------------ | ---------------------------- | ----------------------------------- | ------------------------------- | ----------------- | ----------------- | -------- |
| Carlos Quipo       | Papírsúly    | erőnyerő                     | Gankhuyagiin Gan-Erdene (MGL) · 3-0 | Nico Hernández (USA) · 0-3      | kiesett           | kiesett           | 5.       |
| Marlo Delgado      | Középsúly    | Endry José Pinto (VEN) · 3-0 | Christian M'billi (FRA) · 1-2       | kiesett                         | kiesett           | kiesett           | 9.       |
| Carlos Andrés Mina | Félnehézsúly | Serge Michel (GER) · 3-0     | Joe Ward (IRL) · 2-1                | Mathieu Bauderlique (FRA) · RSC | kiesett           | kiesett           | 5.       |
| Julio Castillo     | Nehézsúly    | erőnyerő                     | Rustam Tulaganov (UZB) · 0-3        | kiesett                         | kiesett           | kiesett           | 9.       |

## Sportlövészet
Női
| Versenyző         | Versenyszám   | Selejtező | Selejtező | Elődöntő | Elődöntő | Döntő   | Döntő    |
| Versenyző         | Versenyszám   | Pont      | Helyezés  | Pont     | Helyezés | Pont    | Helyezés |
| ----------------- | ------------- | --------- | --------- | -------- | -------- | ------- | -------- |
| Andrea Pérez Peña | Sportpisztoly | 561       | 11.       | kiesett  | kiesett  | kiesett | kiesett  |

## Súlyemelés
Férfi
| Versenyző      | Versenyszám | Szakítás | Szakítás | Lökés    | Lökés    | Összesen | Helyezés |
| Versenyző      | Versenyszám | Eredmény | Helyezés | Eredmény | Helyezés | Összesen | Helyezés |
| -------------- | ----------- | -------- | -------- | -------- | -------- | -------- | -------- |
| Fernando Salas | +105 kg     | 184      | 16.      | 221      | 13.      | 405      | 14.      |

Női
| Versenyző         | Versenyszám | Szakítás | Szakítás | Lökés    | Lökés    | Összesen | Helyezés |
| Versenyző         | Versenyszám | Eredmény | Helyezés | Eredmény | Helyezés | Összesen | Helyezés |
| ----------------- | ----------- | -------- | -------- | -------- | -------- | -------- | -------- |
| Alexandra Escobar | 58 kg       | 100      | 4.       | 123      | 5.       | 223      | 4.       |
| Neisi Dajomes     | 69 kg       | 107      | 6.       | 130      | 9.       | 237      | 7.       |

## Triatlon
| Versenyző       | Versenyszám | 1,5 km úszás | Depózás 1 | 40 km kerékpározás | Depózás 2 | 10 km futás | Összesítés | Összesítés |
| Versenyző       | Versenyszám | Idő          | Idő       | Idő                | Idő       | Idő         | Idő        | Helyezés   |
| --------------- | ----------- | ------------ | --------- | ------------------ | --------- | ----------- | ---------- | ---------- |
| Elizabeth Bravo | Női         | 20:10        | 0:55      | 1:05:54            | 0:44      | 40:09       | 2:07:52    | 47.        |

## Úszás
Férfi
| Versenyző        | Versenyszám      | Előfutam | Előfutam | Előfutam | Döntő     | Döntő    |
| Versenyző        | Versenyszám      | Idő      | Hely.    | Össz.    | Idő       | Helyezés |
| ---------------- | ---------------- | -------- | -------- | -------- | --------- | -------- |
| Esteban Enderica | 1500 m gyors     | 15:10,15 | 2.       | 23.      | kiesett   | kiesett  |
| Esteban Enderica | 10 km nyílt vízi |          |          |          | 1:53:16,2 | 16.      |

Női
| Versenyző        | Versenyszám      | Döntő     | Döntő    |
| Versenyző        | Versenyszám      | Idő       | Helyezés |
| ---------------- | ---------------- | --------- | -------- |
| Samantha Arévalo | 10 km nyílt vízi | 1:57:27,2 | 9.       |